# HD189564
HD189564 — хімічно пекулярна зоря спектрального класу A2, що має видиму зоряну величину в смузі V приблизно  8,8.
Вона  розташована на відстані близько 849,4 світлових років від Сонця.